# 小川恵夢
小川 恵夢（おがわ めぐむ、1984年11月4日 - ）は、吉本興業に所属する日本のお笑い芸人。本名同じ。福岡県北九州市出身、福岡県立小倉西高等学校、九州産業大学卒業。

## 来歴
2008年に福岡吉本でデビュー。プロ野球・福岡ソフトバンクホークスの大ファンで、福岡Yahoo!JAPANドームのグッズ売り場でアルバイトをしながら活動をしている（2017年に退職）。このため、ホークス漫談というホークスの球団史や選手のブログ、サインなどをネタにしたフリップ芸を展開する。ネタの際には「0096（メグム）」と刺繍の入った専用のレプリカユニフォームを着用している。
2018年より俳優・コスプレイヤー・イラストレーターとしても活動している。
2019年4月より吉本興業株式会社・東京俳優班に移籍。
2021年6月、ハイブリッド企画ユニット「CLUB ENTER-KEY」を旗揚げ。

## 人物
- ハングル語能力検定試験4級、英検2級を所持している。
- 愛称は「メギー」。由来は、「トミーやロッキーのような外国風の呼び名が欲しかったから」。
- オーディションから現在に至るまで、ピン芸人として活動している。理由は、「一人っ子でわがままだから人に合わせられない」為。
- 大の「忍たま乱太郎」ファンで、現在の目標は2.5次元ミュージカル「ミュージカル忍たま乱太郎」に出演することと、神保町花月にて芝居をすることだったが、劇場がなくなったことにより夢は叶わなかった。
- 現在は小劇場を中心に舞台役者として活動中。

## 出演

### テレビ
- あるあるYYテレビ（TVQ九州放送）
- プロ野球　パ・リーグ応援宣言!俺がやる。ホークス中継2014（東京メトロポリタンテレビジョン） - イニング間の「ホークスばり好いとうよ」のコーナー担当

### 舞台
- エンテナPLAYUNION７「赤い絆の橋の上、ここからはじまる時のコト」（2018年） - Spring Sugar Sweet：宮原円香 役
- 北九州芸術劇場シアターラボ2018「ドップラー効果の求め方」（2018年） - 寺田カナ 役
- ベニバラ兎団PRODUCE THEATER 18th stage「Friday the 13th～週末の13怪談～」（2018年）
  - ep.1「陽炎事件」 - 長谷川尚子 役
  - ep.5「ミナミが死んだ場合」 - マリン 役
  - ep.6「赤い女」 - 湊ディレクター 役
- 劇トツ2018 劇団言魂「赤と、青と。」（2018年） - VR 役
- office TKG「ふたりぼっちの世界史」（2019年）
- 小川恵夢一人芝居「山椒魚の見た空」（2019年3月16日） - 脚本・出演
- ぶらり♪まちなか劇さんぽ市民参加リーディング「川をわたる歌のうた」（2019年）
- officeOTN「おとなの成長日記10」コント班（2019年）
- officeOTN「母母母と笑いなさい。」（2019年）
- 888企劃プロデュース公演vol.1「三人ヨシコ」星野梢役（2019年）
- 演劇ユニット ザレ×ゴト Extra Performances2019「右手の温度、左手の輪舞」舞岡もも役（2019年）
- 888企劃プロデュース公演vol.2「《不思議の国のアリスの》帽子屋さんのお茶の会」魔法使い役（2020年）
- 888企劃プロデュース公演vol.3「生きてるものはいないのか」サチエ役（2020年）
- CLUB ENTER-KEY旗揚げ公演「オリオンのベルト」脚本、演出、ミンタカ役出演（2021年）
- 劇団壱劇屋ワークショップ発表会「壱week」アクション出演（2022年）
- CLUB ENTER-KEY映像作品「できあがるまえのものプロジェクト/しもきたろくひる」脚本・演出・ミシュラン審査員役出演（2022年）
- 劇団宴魂プロデュース公演「俺たちの戦いが終わらない！」戦闘員アンサンブル（2022年）
- CLUB ENTER-KEY第2回本公演・第34回池袋演劇祭参加作品「脆きメサイアの手」脚本・演出・与謝野幸子役出演（2022年）
- 黄金のコメディフェスティバル・演人の夜「もしも生殺与奪の権を私が握ったら」万城目実役（2022年）
- 空が飛べると想ってみる。Oi-SCALE林灰二実験企画トークアトラクション「僕からと君へと」Bプログラム出演（2022年）
- Oi-SCALE実験的短編集「現象グラデーション」「wacca」（2023年）
- πTOKYOプロデュース二人芝居「DUO 4th」（2024）「星降るクラスター」雨宮役　出演
- ProjectK 5th show 「Justice of Each〜鬼と桃太郎の約束〜」吉乃役　出演（2024年）
- 小川恵夢単独朗読公演「ちっぽけな朗読会」（2025年）
- 2025年6月公開映画「フロントライン」（2025） D-MAT職員役　出演